# Labidura herculeana
Labidura herculeana је инсект из реда Dermaptera и фамилије Labiduridae.

## Угроженост
Ова врста је крајње угрожена и у великој опасности од изумирања.

## Распрострањење
Ареал врсте је ограничен на острво Света Јелена.